# 주경 (후한)

주경(周景, ? ~ 168년)은 중국 후한의 재상이다. 자는 중향(仲饗)이다. 양주 여강군 서현(舒縣) 사람으로, 주영(周榮)의 손자, 주흥(周興)의 아들이다.
연희 6년(163년) 12월 사공에 임명되었다가, 연희 8년(165년) 10월에 면직되었다. 광록훈으로 있다가 연희 9년(166년) 9월에 태위에 임명되었다. 건녕 원년(168년) 4월 사망하였다.

## 참고 문헌
- 《후한서》 권45, 원장한주열전 중 주경전

| 전임 허허 | 후한의 위위 ? ~ 163년 | 후임 유관 |

| 전임 진번 | 후한의 광록훈 ? ~ 166년 | 후임 선풍 |

| 전임 진번 | 제40대 후한의 태위 165년 음력 7월 ~ 166년 음력 7월 | 후임 유구 |